# さよなら妖精
『さよなら妖精』（さよならようせい）は、2004年に東京創元社から刊行された米澤穂信の推理小説。

## 概要
岐阜県高山市をモデルとした地方都市・藤柴市を舞台に、語り部を務める守屋路行を含む4人の高校生と、ユーゴスラビアから来た少女・マーヤの交流を描いた青春ミステリ。マーヤの帰郷先を特定する犯人当てと同質の謎解きを中心にしながら、マーヤと過ごす中で出会った様々な日常の謎にまつわる推理も展開される。それらと並行して、マーヤとの交流をきっかけに別世界への羨望を抱いた守屋の心理が描かれる。
本作はライトノベルのレーベルである「角川スニーカー文庫〈スニーカー・ミステリ倶楽部〉」で2作目まで『〈古典部〉シリーズ』を書き続けてきた著者が、初めて一般向けに発表した作品である。元々は『〈古典部〉シリーズ』の3作目として執筆されていた作品であったが、2002年12月、著者は扱われているテーマと同レーベルの読者層との乖離により本作を出せない状況に陥った。この際、笠井潔の推薦もあって、東京創元社が動き、全面改稿の末出版されることとなった。2004年2月25日に「ミステリ・フロンティア」の第3回配本作品として単行本が発売され、2006年6月10日に創元推理文庫より文庫版が発売された。2016年10月31日に東京創元社より単行本新装版が発売されている。文庫版を底本としており、帰国後のマーヤの視点で描かれる書き下ろし短編『花冠の日』を併録している。
また、本作のプロットは元々『〈古典部〉シリーズ』の完結編として構想されたものであり、内容もシリーズの主人公・折木奉太郎が架空の国から来た留学生との出会いから始まり場所の謎を解く物語だったものだが、「架空の国にすることでテーマの掘り下げが弱くなっている」という指摘を受け、ユーゴスラビアを扱ったノンシリーズ作として完成した。なお、ユーゴスラビアは著者が高校時代に興味を持ち、大学時代に研究してきたテーマでもあった。
本作より十数年後を舞台とした『〈ベルーフ〉シリーズ』が『ユリイカ』2007年4月号に掲載された短編『失礼、お見苦しいところを』を皮切りに執筆されており、長編『王とサーカス』と短編集『真実の10メートル手前』が刊行されている。こちらでは本作の登場人物の一人である太刀洗万智が探偵役を務めている。
『このミステリーがすごい!』2005年版では20位を記録した。

## あらすじ
1991年4月の雨の日、藤柴高校3年の守屋路行と太刀洗万智は学校からの帰り道、ユーゴスラビアから来た少女・マーヤと出会う。マーヤが目撃した「傘を持ちながら傘を差さずに団地から走った男」の謎解きを挟みながら、住む場所に困っていたマーヤを助けた2人は、以来同級生の白河いずる、文原竹彦と共にマーヤと親交を深めるようになる。日本の文化に関心を持ち、見聞を広めようとするマーヤは、路行らと行く先々で「神社に餅を持っていこうとする男2人組の真意」や「墓に供えられた紅白饅頭の意味」などの謎に出会い、日本人の心の機微に触れていく。

## 登場人物
守屋 路行（）
本作の主人公。藤柴高校3年生、弓道部。基本的に激することが少ない飄々とした性格で、十指まで数えられるそつのない交流を築いている。推理力もあることから、本作における探偵役を担っている。何かに熱意を傾けることがなかったが、マーヤとの関わりの中でユーゴスラビアに興味を持ち、そして自分のいる世界の外側に関わりたいという思いを抱くようになる。マーヤの帰国後は、マーヤの安否を確かめるべく彼女がユーゴスラビアのどの共和国に帰ったのかを検証する。
〈古典部〉シリーズの折木奉太郎が基になっている。
マーヤ
ユーゴスラビア出身の17歳の少女。2か月の間勉強のために来日したが、ホームステイ先である父親の知人が死去したことで住む場所が無く困っていたところを、路行らの紹介で旅館「きくい」（後述）にホームステイしながら旅館業を手伝うことになる。日本語を理解し話すことは出来るが、読み書きや迂遠な言い回しは苦手。英語は簡単な単語も解さない。
純粋で屈託のない性格で、好奇心・探究心が強い。日本の文化に興味を示し、しばしば路行たちに「哲学的意味はありますか？」とメモを取りながら訊ねる。政治家を志しており、ユーゴスラビアを構成する6つの共和国の文化を止揚し、統一国家としてのユーゴスラビアの文化を作るために各国の文化を学んでいる。
本名はマリヤ・ヨヴァノヴィチ（Marija Jovanović）。党の関係者である父親と母親の他にスロボダンという兄がおり、このスロボダンと思わしき「ヨヴァノヴィチ」という人物が、後に〈ベルーフ〉シリーズの一編「ナイフを失われた思い出の中に（『真実の10メートル手前』に収録）」に登場している。
太刀洗 万智（）
路行の同級生の女子生徒で気の置けない相棒的存在。黒い長髪とやや痩せた体型の長身の女性。自身の本名である「太刀洗」で呼ばれるのを嫌い、路行に自身の机で舟を漕いでいる（居眠りをしている）様子を指されて「センドー」と呼ばれることをいたく気に入っている様子である。冷静で落ち着いた態度を取りながらも普段は泰然としている性格だが、陰りと険しさ、鋭さのある容姿からきつめの印象を与えることがある。頭も切れ、マーヤたちと遭遇する謎の真相をいち早く察知するが、自分の口から答えようとはせず、路行に真相を明かす探偵役を任せることがしばしば。マーヤとは彼女なりに親しくしていたが、帰国したマーヤの故郷探しに参加することを頑なに拒否している。中学浪人しているため、路行たちより一つ年上である。
〈古典部〉シリーズから改稿した際に新たに加えられた人物であり、後に新聞記者を経てフリージャーナリストとなった彼女を主人公とする〈ベルーフ〉シリーズが展開されている。
白河（） いずる
路行の同級生の女子生徒。実家は旅館「きくい」を経営しており、路行の紹介を受けてマーヤを受け入れることとなった。路行とは委員会の仕事を共にした仲。傍から見て心配になるほど人が良く、相手のことを悪く言わない心優しい性格。実家でも共に過ごすマーヤには一入の愛着を抱いており、マーヤの身を案じて路行と共にマーヤの故郷探しを行う。
〈古典部〉シリーズの千反田えるが基になっているが、伊原摩耶花の台詞が一部流用されている。
文原 竹彦（）
守屋の同級生で、同じ弓道部。むすっとした表情で肩幅が広く、がっしりとした体型。無駄口は叩かない無骨な性格。遠い場所に想いを馳せるようになった路行と対照的に、自分の手の届く範囲の世界だけに関わろうとする、曰く「農民的」な考えを持ち、その外に関わることを嘘だと思っている。そうした気持ちからマーヤの帰国後、路行といずるの考えを理解しつつも自身の仕事の都合もあり故郷探しに参加しなかったが、2人のために資料を集めた。
〈古典部〉シリーズの福部里志が基になっているが、伊原摩耶花の台詞が一部流用されている。
額田 広安（）
守屋の同級生で、同じ弓道部。浅黒く日焼けした活発な雰囲気の男で、文原と対照的にやや軽口を叩く傾向にある。
加上（）
弓道部顧問、教士五段。大会に勝つことではなく修練を目的とする指導方針のため、部の勝率は悪い。定年間近で世界史担当。